# Jonathan Ott
Jonathan Ott (Hartford, Connecticut, 1 de junio de 1949 - Xalapa-Enríquez, Xalapa, Veracruz, México, 3 de julio de 2025) fue un etnobotánico, escritor, micólogo y químico estadounidense especializado en el estudio de los enteógenos y sus usos culturales a lo largo de la historia, ayudando a acuñar el término "enteógeno".

## Trayectoria
Jonathan Ott nació en 1949 en Hartford, en el estado de Connecticut (EE. UU).
Inició su viaje psiconáutico con LSD, cuando se adentró en la clandestinidad como objetor de conciencia contra la Guerra de Vietnam, hacia el año 1968. Estudiante de química, en 1973 asistió a una conferencia del etnobotánico Richard Evans Schultes sobre las llamadas “plantas de los dioses”. Se convirtió en discípulo de Schultes y, a través de él, también de Albert Hofmann y Robert Gordon Wasson. En 1979, insatisfecho con el estigma y la carga semántica del término “psicodélico”, Ott acuñó junto con Wasson, Carl Ruck, Jeremy Bigwood y Dany Staples el neologismo “enteógeno”.
Escribió ocho libros y colaboró en otros muchos. Fue miembro de diversas asociaciones científicas, como la Sociedad Linneana de Londres. Además, fue coeditor de Eleusis: Journal of Psychoactive Plants & Compounds, junto con Giorgio Samorini. Escribió varios artículos para el Museo Botánico de Harvard. Ott ha traducido importantes obras al inglés, como LSD: Mi hijo problemático, escrita por Albert Hofmann, el descubridor del LSD.
Durante cerca de cincuenta años, Jonathan Ott residió y desarrolló su labor principalmente en México, donde estableció un laboratorio especializado en productos naturales y un jardín botánico enfocado en la investigación etnobotánica.

### Obras
En su libro Pharmacotheon: Drogas enteógenas, sus fuentes vegetales y su historia (1992, traducida y publicada por La Liebre de Marzo en 1996) considerado una obra de referencia esencial sobre sustancias enteogénicas, Jonathan Ott ofrece una enciclopedia exhaustiva sobre plantas y compuestos psicoactivos, describiendo más de mil especies vegetales junto con sus usos tradicionales, componentes químicos y antecedentes históricos. En otros título suyo, como Análogos de la ayahuasca, explora la historia y farmacología de esta bebida ancestral, y presenta un análisis detallado de plantas que contienen triptaminas e IMAOs, capaces de generar brebajes similares al original. En su ensayo, Pharmacophilia o los paraísos naturales, cuestiona la idea de Baudelaire sobre los "paraísos artificiales" inducidos por las drogas, argumentando que estos estados alterados son, en realidad, manifestaciones de paraísos naturales.

## Atentado
En marzo de 2010, su residencia en México fue devastada por un incendio intencional. Mientras que la mayoría de sus libros sobrevivieron al fuego, su laboratorio y efectos personales se destruyeron en el incendio. Los detalles sobre el/los sospechoso/s son escasos, y se especula que el/los incendiario/s se dirigieron específicamente a Ott debido a sus investigaciones.

## Algunas obras

### Libros
- A Conscientious Guide to Hallucinogens: A Comprehensive Guide to Hallucinogens, Natural and Synthetic, Found in North American and the World. Con Joe E Axton & Jeremy Bigwood (1975) Do It Now Foundation, Institute for Chemical Survival

- Hallucinogenic Plants of North America (1976) ISBN 0-914728-16-4

- Teonanacatl: Hallucinogenic Mushrooms of North America. Coeditó Jeremy Bigwood) (1978) ISBN 0-914842-32-3

- LSD: My Problem Child (1980) McGraw-Hill Book Company ISBN 0-07-029325-2

- The Cacahuatl Eater: Ruminations of an Unabashed Chocolate Addict. Natural Products Co. (1985) ISBN 0-9614234-1-2

- Persephone's Quest: Entheogens and the Origins of Religion. Con R. Gordon Wasson, Stella Kramrisch, & Carl A. P. Ruck (1986) ISBN 0-300-05266-9

- The Sacred Mushroom Seeker: Essays for R. Gordon Wasson. Con R. Gordon Wasson, Thomas J. Riedlinger (1990)

- Pharmacotheon: Entheogenic Drugs, Their Plant Sources and History (1993) ISBN 0-9614234-2-0 en línea

- Ayahuasca Analogues: Pangaean Entheogens (1995) ISBN 0-9614234-4-7

- The Age of Entheogens & the Angels' Dictionary [1995]

- Plant Intoxicants: a Classic Text on the Use of Mind-Altering Plants. Con Ernst Bibra and Jonathan Ott (1995) Nature

- Age of Entheogens & the Angels' Dictionary (1995) ISBN 0-9614234-6-3

- Pharmacophilia: The Natural Paradise (1997) ISBN 1-888755-00-8

- Pharmacotheon: Entheogenic Drugs, Their Plant Sources and History. Con Albert Hofmann. 2.ª edición revisada de Natural Products Co. (1997) 640 pp. ISBN 0-9614234-9-8

- Shamanic Snuffs or Entheogenic Errhines (2001), ISBN 1-888755-02-4

- Ometochtzin: las muertes de dos conejos (2001)

- Drugs of the Dreaming: Oneirogens: Salvia Divinorum and Other Dream-Enhancing Plants with Gianluca Toro and Benjamin Thomas (2007) Body, Mind & Spirit

- The Road to Eleusis (2008) By R. Gordon Wasson, Albert Hofmann, Carl A. P. Ruck, Huston Smith (contributor).

### Artículos
- hux to Dr. Alexander H. Smith. Con Jonathan Ott & Alexander Hanchett Smith (1978) Bot. Museum of Harvard Univ.

- Ethnopharmacognosy and Human Pharmacology of Salvia divinorum and Salvinorin A (1995)

- Pharmahuasca: On Phenethylamines and Potentiation (1996)

- Pharmahuasca, Anahuasca and Vinho da Jurema: Human Pharmacology of Oral DMT Plus Harmine (1997)

- The Delphic Bee: Bees and Toxic Honeys as Pointers to Psychoactive and Other Medicinal Plants - Economic Botany (1998)

- Applied Psychonautics: Ayahuasca to Pharmahuasca to Anahuasca (2001)

- Pharmanopo-Psychonautics: Human Intranasal, Sublingual, Intrarectal, Pulmonary and Oral Pharmacology of Bufotenine (2001)

- Jonathan Ott's victim of arson, signed copies of Albert Hofmann books used to start fire (2010)

- La abreviatura «J.Ott» se emplea para indicar a Jonathan Ott como autoridad en la descripción y clasificación científica de los vegetales.[7]

### Conferencias en Video
- VIDEO: Jonathan Ott - Análogos de la Ayahuasca World Psychedelic Forum en Basel (Suiza, 2008) Parte 1 de 5
- VIDEO: Jonathan Ott, Antonio Escohotado, y Fernando Sánchez Dragó: Aspectos Filosóficos Conferencia Mundial de la Ayahuasca en Ibiza (España, 2014)
- VIDEO: Jonathan Ott - Farmacognosia de los Enteógenos Andinos Festival Andino de Arte Visionario y Sustentabilidad en Huaraz (Perú, 2014) Parte 1 de 2

- Datos: Q9290037
- Multimedia: Jonathan Ott / Q9290037
- Especies: Jonathan Ott